# Triaenodes phalacris
Triaenodes phalacris là một loài côn trùng thuộc họ Leptoceridae. Đây là loài đặc hữu của Hoa Kỳ.